# یانوویتس ویلکوپولسکی
یانوویتس ویلکوپولسکی (به لهستانی: Janowiec Wielkopolski، تلفظ: [jaˈnɔvʲɛt͡s--vʲɛlkɔˈpɔlskʲi]) یک شهرک در لهستان است که در شهرستان ژنین واقع شده‌است.

## خصوصیات
یانوویتس ویلکوپولسکی ۳٫۰۴ کیلومترمربع مساحت و ۴٬۱۱۴ نفر جمعیت دارد.